# Uozu
Uozu (魚津市, Uozu-shi) est une ville située dans la préfecture de Toyama, au Japon.

## Situation
Uozu est située dans le nord-est de la préfecture de Toyama, au bord de la baie de Toyama, à environ 20 km au nord-est du centre de Toyama.

## Démographie
En juin 2023, la population de la ville d'Uozu était de 39 542 habitants répartis sur une superficie de 200,61 km2.

## Climat
Uozu a un climat continental humide caractérisé par des étés doux et des hivers froids avec de fortes chutes de neige. La température moyenne annuelle est de 13,7 °C. La pluviométrie annuelle moyenne est de 2 278 mm, septembre étant le mois le plus humide.

## Histoire
La région actuelle d'Uozu  faisait partie de l'ancienne province d'Etchū. La découverte d'or vers 1394 dans les montagnes d'Uozu attire de la population et la zone autour du château de Matsukura devient le centre de la région. Plus tard, lorsque le château de Matsukura est détruit, le centre se déplace autour du château d'Uozu près de la mer. En 1582, le siège d'Uozu a lieu entre les forces alliées au clan Uesugi et les forces d'Oda Nobunaga. Le château d'Uozu tombe le 3 juin 1582, trois jours seulement avant l'assassinat d'Oda Nobunaga lors de l'incident du Honnō-ji. Pendant l'époque d'Edo, Uozu faisait partie du domaine de Kaga dirigé par le clan Maeda.
Le bourg moderne d'Uozu est créé le 1er avril 1889. Le 23 juillet 1918, la ville est le point de départ des émeutes du riz de 1918 qui vont se propager à travers le pays. Uozu a acquis le statut de ville en 1952.

## Culture locale et patrimoine
- ruines du château de Matsukura.

## Transports
La ville est desservie par les lignes Ainokaze Toyama Railway et Toyama Chihō Railway.

## Jumelages
Uozu est jumelée avec la ville thaïlandaise de Chiang Mai.